# 가엘 온두아
가엘 네스테로비치 벨라 온두아(프랑스어: Gaël Nesterovich Bella Ondoua, 1995년 11월 4일 ~ )는 카메룬의 축구 선수이다. 포지션은 미드필더이며, 현재 스위스 슈퍼리그의 세르베트에서 뛰고 있다.